# 993 (numero)
Novecentonovantatré (993) è il numero naturale dopo il 992 e prima del 994.

## Proprietà matematiche
- È un numero dispari.
- È un numero composto, con 4 divisori: 1, 3, 331, 993. Poiché la somma dei suoi divisori (escluso il numero stesso) è 335 < 993, è un numero difettivo.
- È un numero semiprimo.
- È un numero nontotiente (come tutti i dispari, ad eccezione del numero 1).
- È un numero fortunato.
- È un numero malvagio.
- È parte delle terne pitagoriche (993, 1324, 1655), (993, 54776, 54785), (993, 164340, 164343), (993, 493024, 493025).
- È un numero intero privo di quadrati.
- È un numero palindromo e un numero ondulante nel sistema di numerazione posizionale a base 13 (5B5) e in quello a base 18 (313).
- È un numero a cifra ripetuta e palindromo nel sistema posizionale a base 31 (111).

## Astronomia
- 993 Moultona è un asteroide della fascia principale del sistema solare.
- NGC 993 è una galassia lenticolare della costellazione della Balena.
- IC 993 è una galassia nella costellazione di Boote.

## Astronautica
- Cosmos 993 è un satellite artificiale russo.

## Altri ambiti
- Pennsylvania Route 993 è una autostrada in Pennsylvania, Stati Uniti d'America.
- German submarine U-993 era un sottomarino da guerra tedesco.
- Porsche 993 è un modello di automobile prodotta dalla Porsche dal 1993 al 1998 in Germania.
- M993 era un cingolato americano prodotto e negli anni '80.